# Захворювання яєчника

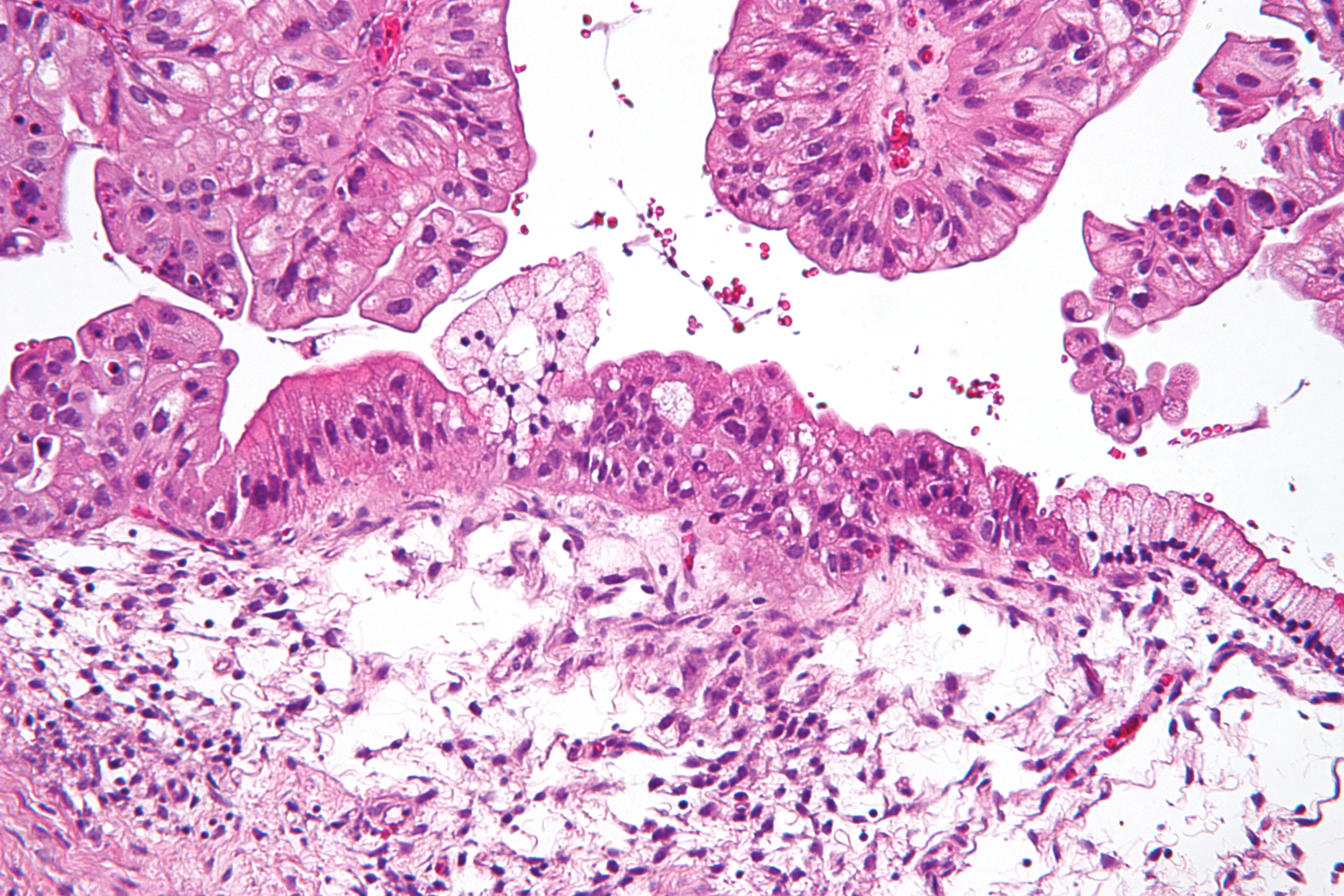
Рак яєчника

Захворювання яєчників — група ендокринних та репродуктивних захворювань функціонального розладів яєчників, що включає: ендометріоз, кісти яєчників, епітеліальний рак яєчників, пухлини зародкових клітин яєчників, пухлини яєчників із низьким потенціалом злоякісності та синдром полікістозних яєчників.

## Загальна інформація
Яєчники є парною частиною жіночої репродуктивної системи. Кожен яєчник розміром і формою нагадує мигдаль.
Яєчники виробляють і зберігають яйцеклітини. Під час овуляції яєчник випускає яйцеклітину. Якщо вона запліднюється сперматозоїдом, можлива вагітність. Яєчники також виробляють естроген і прогестерон. З настанням менопаузи яєчники перестають виробляти ці гормони та вивільняти яйцеклітини.
Якщо яйцеклітина не може вивільнитися з фолікула в яєчнику, може утворитися кіста яєчника. Невеликі кісти яєчників часто зустрічаються у здорових жінок. Деякі жінки мають більше фолікулів, ніж зазвичай (синдром полікістозних яєчників), що перешкоджає нормальному росту фолікулів, що спричиняє порушення менструального циклу.

## Причини захворювань

### Інфекційні причини:
- Хламідіоз;[джерело?]
- Гонорея;
- Мікоплазмоз урогенітальний;
- Уреаплазмоз.

### Бактеріальні інфекції:
- Стафілококові ураження;[джерело?]
- Стрептококові інфекції;
- Кишкова паличка.

### Вторинні причини:
- Ускладнення після абортів;[джерело?]
- Наслідки гінекологічних операцій;
- Внутрішньоматкові маніпуляції;
- Ускладнення після пологів.

### Додаткові фактори ризику:
- Зниження імунітету;[джерело?]
- Гормональні порушення;
- Хронічні захворювання;
- Стреси;
- Погане харчування;
- Шкідливі звички;
- Незахищений статевий акт.

## Класифікація захворювань

### Запалення яєчників (оофорит)
Оофорит - це комплексне запальне ураження, що характеризується багатофакторним походженням та різноманітними клінічними проявами. Захворювання може виникати як гостро, так і переходити в хронічну форму, створюючи тривалий дискомфорт та потенційні ризики для жіночого організму.[джерело?]

### Рак яєчника
Рак яєчника – це гетерогенна група злоякісних пухлин, що розвиваються з епітеліальної тканини різного походження і пов’язані з яєчником. Згідно з класифікацією ВООЗ, рак яєчника розподіляється на 6 основних гістологічних типів.

### Синдром полікістозних яєчників
Синдром полікістозних яєчників — це клінічний синдром, який зазвичай характеризується ановуляцією або олігоовуляцією, ознаками надлишку андрогенів (наприклад, гірсутизм, акне) і численними кістами яєчників в яєчниках. Часто присутні інсулінорезистентність і ожиріння.

### Ендометріоїдна кіста яєчника
Ендометріоїдна кіста – доброякісне новоутворення, яке формується з тканин маткової слизової оболонки - ендометрію. Ця хвороба є одним з ускладнень ендометріозу. Коли внутрішня оболонка матки надто розростається, може виходити за межі органу та вражати сусідні структури. Ендометріоїдна кіста яєчника може розташовуватися всередині яєчника або прикріплюватися до його оболонки. Кіста являє собою щільну капсулу із тканинами ендометрію, часто разом з менструальною кров’ю, що поступово набуває коричневого відтінку. Тому такі кісти нерідко називають “шоколадними”.[джерело?]

### Перекрут яєчників
Перекрут придатків матки – небезпечна фізіологічна патологія, при якій фалопієві труби та/або яєчники перекручуються, провокуючи порушення локального кровообігу та некроз тканин, що призводить до відмирання органу та необхідності його ампутації.[джерело?]

### Первинна недостатність яєчників
Первинна недостатність яєчників – це порушення їхньої репродуктивної та гормональної функції, що протікає зі зниженою концентрацією естрогенів та підвищеною концентрацією гіпофізарних гонадотропінів (переважно фолікулостимулювальний гормон) у крові жінки.

## Діагностика
Основним візуалізаційним дослідженням при діагностиці змін у яєчниках є метод УЗД. Це дослідження забезпечує оцінювання структури яєчника та його капсули: дозволяє візуалізувати кісти та пухлини, а також зміни, характерні для синдрому полікістозних яєчників.[джерело?]
КТ i МРТ переважно застосовуються для оцінки новоутворень яєчника, а також з метою локалізації статевих залоз, розміщених усередині черевної порожнини.

## Лікування
Лікування буде залежити від встановленого лікарем-гінекологом діагнозу.

## Ускладнення
Без належного лікування запальний процес яєчників може призвести до серйозних ускладнень:
- Повна або часткова втрата репродуктивної функції[джерело?]
- Безпліддя
- Ризик позаматкової вагітності
- Хронічний тазовий біль
- Онкологічні ризики
- Порушення гормонального балансу
- Психоемоційні розлади

## Дивитись також
- Захворювання грудей
- Синдром Шерешевського-Тернера